# Bohumil Kladivo
Bohumil Kladivo (24. června 1888 Křtiny – 8. února 1943 Brno) byl český pedagog, matematik, geofyzik a astronom. Byl činovníkem Sokola a zemřel na následky opakovaného věznění za nacistické okupace.

## Život

### Mládí
Narodil se ve Křtinách u Brna, kde byl jeho otec Josef učitelem. Matka Adéla, rozená Kalinová, zemřela v roce 1892 na zánět pobřišnice.
Později rodina žila v Lipůvce u Brna, kde Bohumil vychodil obecnou školu . Ve studiích pokračoval v letech 1899–1907 na I.českém gymnáziu v Brně, a následně na Universitě Karlově v Praze, kde se věnoval studiu matematiky a fyziky.
Studia zakončil doktorátem z filozofie v roce 1912 a začal pracovat jako asistent v geodetickém ústavu české techniky v Brně. Před první světovou válkou pracoval jako stipendista ve významných pracovištích – v ústavu vojensko-geografickém ve Vídni, na observatoři Pulkovo u St. Petersburgu, dále v mezinárodním ústavu pro měření země v Postupimi, na Observatoir national v Paříži a v Bureau des Poidset Mesures v Bréteuil v Sérvres u Paříže.
Za první světové války, kdy možnosti akademického rozvoje byly omezeny, pracoval jako výpomocný učitel v brněnském Ústavu ku vzdělávání učitelek..

### Akademická kariéra
Po první světové válce se vrátil k akademické práci a na brněnské technice se věnoval především gravimetrii, kde propojoval poznatky z geodézie a z astronomie.
Dne 18. 7. 1921 byl jmenován mimořádným profesorem vyšší geodézie a sférické astronomie na české technice v Brně. Od roku 1922 připravoval přednášky a cvičení astronomie na přírodovědecké fakultě Masarykovy university a v roce 1924 stal zatímním správcem tamějšího astronomického ústavu.
Vědeckou činnost tak vykonával na obou významných brněnských vysokých školách a vybudoval dva astronomické ústavy.
Na brněnské technice zastával opakovaně funkci děkana. V letech 1924/25 na odboru inženýrského stavitelství, v letech 1926/27 na odboru architektury a v letech 1933/34 na oddělení zeměměřičského stavitelství.
Jeho hlavním akademickým přínosem byly práce týkající se měření tíhového zrychlení. Měření prováděl v Brně a postupně do modelu zahrnoval i měření v ostatních městech naší republiky a v zahraničí.

### Věznění a smrt
V letech 1931–1937 byl členem předsednictva České obce sokolské a předsedou její hospodářské komise. Činnost v Sokole vedla za druhé světové války k perzekuci Němci a k opakovanému věznění. K posledním uvěznění došlo za Heydrichiády, kdy byl posléze jako nevyléčitelně nemocný propuštěn. Zemřel 8. února 1943 ve věku čtyřiapadesáti let. Jeho ostatky byly zpopelněny v brněnském krematoriu a uloženy do kolumbária na Ústředním hřbitově v Brně. Později byla urna uložena do samostaného hrobu (skup. H 5, hrob č. 405c).
Jeho poslední a nejrozsáhlejší publikace Měřičské chyby a jejich vyrovnání byla s podporou jeho přátel vydána v roce 1943 posmrtně.
Od roku 1946 je po něm pojmenována ulice v brněnské městské části Černá Pole.
U příležitosti šedesátého výročí jeho úmrtí byla v únoru 2003 pozorovatelna Ústavu geodézie Fakulty stavební VUT v Brně přejmenována na Kladivovu observatoř.